# Kaplica św. Anny w Złotym Stoku
Kaplica św. Anny − kaplica w Złotym Stoku wybudowana na szczycie Góry Krzyżowej. Otoczona jest stacjami drogi krzyżowej.

## Historia
Wybudowana w 1731 roku przy udziale dzierżawcy złotostockich wapienników Siegmunda Kehlera. Kaplicę wybudowano na szczycie góry, która nie posiadała żadnych drzew, ponieważ były potrzebne dla miejscowych hut i kopalń. Według źródeł niemieckich przy wspomnianej kaplicy zamieszkiwał pustelnik jeszcze przed 1798 rokiem. Nie wiadomo, czy był to pierwszy eremita działający na górze. Oficjalnie dopiero w 1854 roku na polecenie biskupa wrocławskiego powołana została niewielka pustelnia na Górze Krzyżowej, a zamieszkujący ją pustelnik miał obowiązek sprawowania opieki na kaplicą, drogą krzyżową i pielgrzymami. W latach 1920–1944 szczyt zamieszkiwał pustelnik Robert Domsch. Był autorem wielu ozdobnych elementów kapliczki. Swoją funkcję sprawował aż do swojej śmierci w 1944 roku.

## Galeria

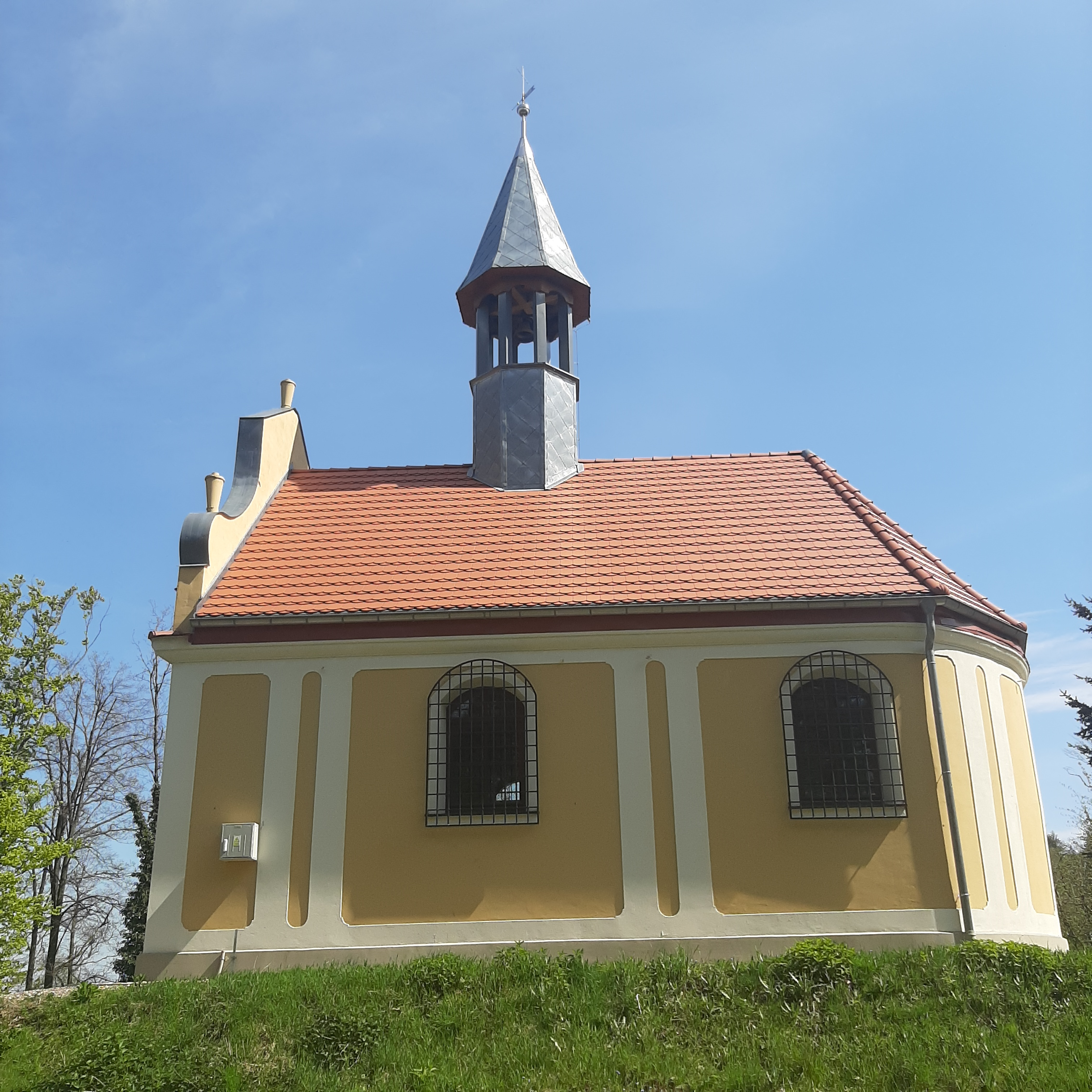
Widok z lewej strony
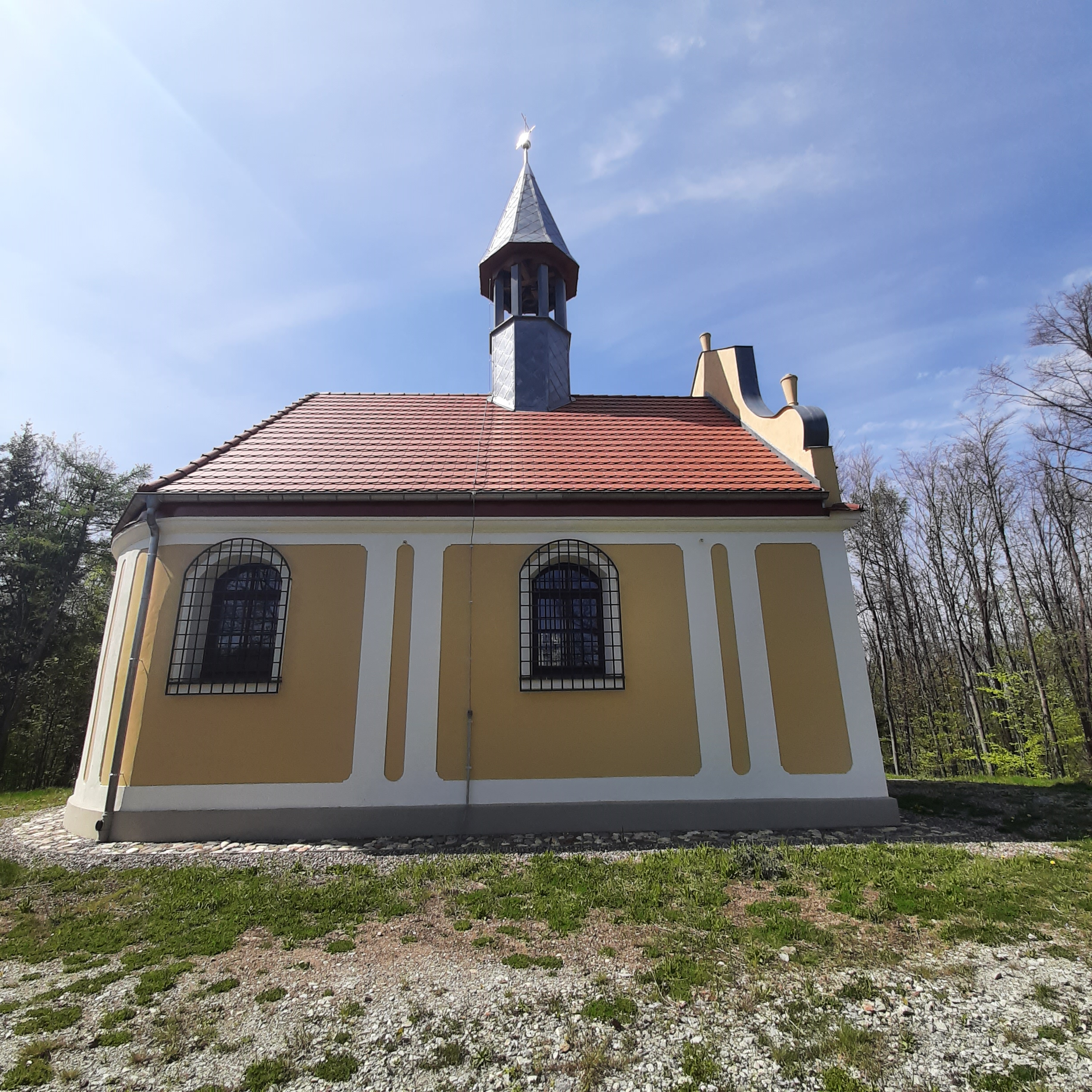
Widok z prawej strony
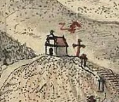
Kaplica na rycinie F.B. Wernera z XVIII wieku